# Carbonat de nichel (II)
Carbonatul de nichel (II) este sarea nichelului divalent cu acidul carbonic. De asemenea, denumirea poate face referire la orice sare care conține anioni carbonat și cationi de nichel; astfel, cel mai important carbonat de nichel la nivel industrial este cel bazic, cu formula Ni4CO3(OH)6(H2O)4. Există și carbonați simpli, de tipul NiCO3, cu șase molecule de apă de cristalizare, întâlniți mai des în laborator.

## Proprietăți chimice
Carbonați de nichel dau în reacția cu acizii în soluție apoasă produși de reacție solubili ce conțin ionul hexaaquanichel (II), cu formula [Ni(H2O)6]2+.
Prin calcinarea acestor carbonați (încălzirea cu obținerea de dioxid de carbon și apă) se obține oxidul de nichel (II), un compus negru solubil în acid azotic:
{\displaystyle {\ce {{NiCO3}-> {NiO}+ {CO2}}}}